# 乔纳森·林恩
乔纳森·林恩（Jonathan Lynn，1943年4月3日—）是一位英国舞台和電影導演、制片人、作家、演员，执导了《線索》等电影，也是《是，大臣》系列的作者之一 。

## 早年
林恩出生于巴斯，是医生罗宾·林恩和雕塑家露丝·海伦（Ruth Helen，née Eban）的儿子，露丝·海伦和奧利佛·薩克斯、第五代贝尔斯特德子爵尼古拉斯·塞缪尔的妻子卡罗琳是表亲。林恩于1954年至1961年就读巴斯金斯伍德学校接受教育，之后进入剑桥大学彭布罗克学院学习法律。他的舅舅阿巴·埃班也是剑桥大学校友。他参与了脚灯社的滑稽剧《剑桥马戏团》。
林恩在伦敦西区舞台剧《Green Julia》中首次登台表演，1960年代末开始出演电视情景喜剧中并担任编剧，如《两周两次》（1967）。1974年，他的第一个剧本（合写）《大暗杀》上映。
随后，他与安东尼·杰伊合作创作了《是，大臣》和《是，首相》。他也曾担任2013年重制版的编剧，2010年又将其改编为伦敦舞台剧。

## 荣誉
林恩凭借《是，大臣》系列作品赢得了三项英国电影学院奖、二项英国广播新闻协会奖、ACE奖等。2003年，他凭借电影《亿万唱诗班》获得有色人种进步协会形象奖。